# County Meath
County Meath (irsk: Contae na Mí) er et county i Republikken Irland i provinsen Leinster. County Meath er 2.342 km² med en befolkning på 162.831 (2006). Det administrative county-center ligger i byen Navan, men enkelte offentlige kontorer ligger i Trim, som er en historisk vigtig by. Countyet ligger i det centralirske lavland og består overvejende af græsarealer.
County Meath har også de to eneste Gaeltacht områder i provinsen Leinster, i Rath Cairn og Baile Ghib.

## Historie
I Newgrange, Knowth og Dowth i Boyne-dalen nord for Dublin ligger Jættestueerne Brú na Bóinne, som blev blev bygget i Yngre stenalder af agerbrugere og kvægavlere. De er sandsynligvis blevet anvendt til gravpladser, templer eller måske til astronomiske observatorier. De store sten omkring og inde i gangene er dekoreret med spiraler, cirkler, trekanter, zigzagger og billeder, som kan symbolisere solen, månen og det menneskelige ansigt.
Gravhøjene i Dowth, Knowth og Newgrange hører fra 1993 til UNESCOs Verdensarvsliste.
Grundlæggelsen af kong Cormac mac Airtads kongesæde Tara, mellem Navan og Dunshaughlin, går tilbage til 300 e. Kr., men stedet havde sandsynligvis længe før haft religiøs betydning.
Meath var i det 6. århundrede hjemsted for Irlands første universitet med 3.000 studenter fra Irland, England, Frankrig og Tyskland
I den tidlige middelalder var Meath et af de irske kongeriger og omfattede de nuværende områder Meath og Westmeath og dele af County Westmeath, County Cavan og County Longford.
Mellem 100 og 565 var Meath forenet med Connacht. 1172 blev countyet af kong Henrik 2. af England givet som len til Hugh de Lacy, som havde en betydende rolle i normannernes invasion af Irland.

## Turisme
Der er hoteller, gæstehuse, B&B, sommerhuse og vandrerhjem og mange sports- og fritidsmuligheder. Floderne Boyne og Blackwater er blandt Irlands bedste steder for lystfiskeri.
- Boyne Valley gravhøjene på Newgrange, Knowth og Dowth har 200.000 besøgende om året. Der er guidede ture fra Brú na Bóinne Visitor Centre i landsbyen Donore i nærheden af Drogheda til gravhøjene. Centerets udstilling omfatter en efterligning af Newgranges gravkammer i fuld størrelse og en komplet model af et af de mindre gravsteder fra Knowth. Der er kun adgang til Newgrange og Knowth via centeret.
- Højen Tara mellem Navan og Dunshaughlin har rester af en gravhøj og en ringborg.
- Loughcrew er en gravhøj fra 3500-3300 f.Kr. i nærheden af byen Oldcastle i den nordvestlige del af Meath.
- Gravhøjen Fourknocks i nærheden af byen Naul ved floden Delvin Rivers. Det 6×7 m ovale kammer er nu dækket af en stålkuppel. Besøgende kan i Naul låne en nøgle til kammeret.
- Athcarne Castle i nærheden af Drogheda ca. 40 km nord for Dublin er et malerisk slot bygget af William Badning og hans kone Janet Dowdal i 1590.
- Trim Castle i Trim er en normannisk borg fra det 12. århundrede. Nu er der kun ruiner af den store borg tilbage.

## Ekstern henvisning
- Officiel hjemmeside
- Tourist Information
- Overnatningsmuligheder Arkiveret 14. december 2005 hos  Wayback Machine

- Wikimedia Commons har flere filer relateret til County Meath

53°40′00″N 6°40′00″V / 53.666666666667°N 6.6666666666667°V